# Gmina Vogošća
Gmina Vogošća (boś. Općina Vogošća) – gmina w Bośni i Hercegowinie, w kantonie sarajewskim. W 2013 roku liczyła 26 343 mieszkańców.